# Deltapark Neeltje Jans
Deltapark Neeltje Jans is een themapark gevestigd op het voormalig werkeiland Neeltje Jans in de Oosterschelde in de provincie Zeeland. Naast het attractieve karakter van het park vervult Deltapark Neeltje Jans ook een educatieve functie met betrekking tot de Deltawerken.

## Geschiedenis
Deltapark Neeltje Jans is ontstaan uit een publieksvoorlichtingscentrum dat, op initiatief van Rijkswaterstaat, tijdens de bouw van de Oosterscheldekering van 1979 tot 1986 bestond. Tijdens deze periode werd het centrum door honderdduizenden uit binnen- en buitenland bezocht. Gedurende de bouw van de Oosterscheldekering gaf het centrum uitgebreid informatie over de actuele stand van de bouw van de waterkering.

### Delta-Expo

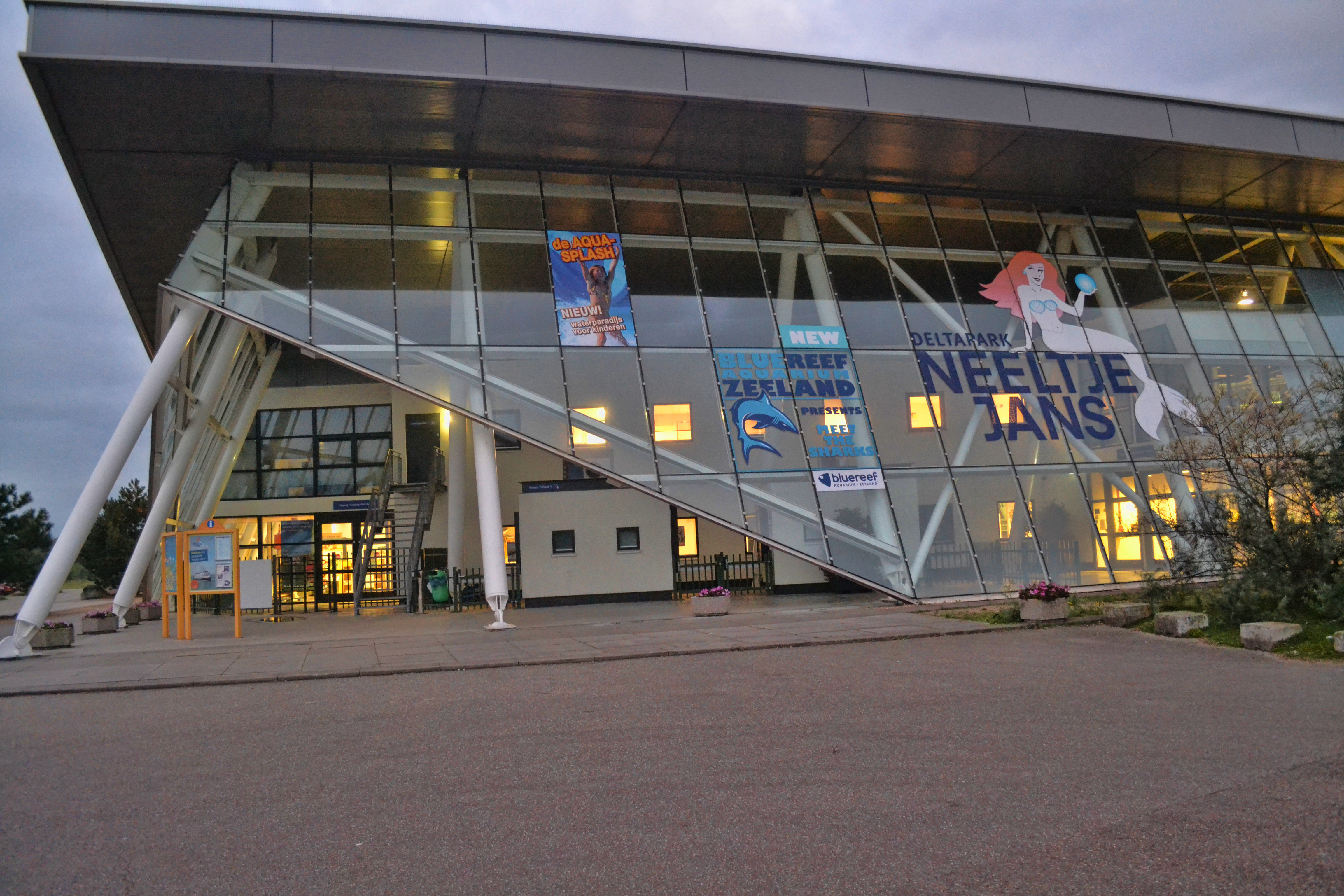
Hoofdgebouw Neeltje Jans Delta Park

Na de opening van de Oosterscheldekering door koningin Beatrix op 4 oktober 1986 kreeg het voorlichtingscentrum een permanent karakter onder de naam 'Delta-Expo', Het werd gevestigd in het Ir. J.W. Tops-huis, het bedieningsgebouw van de Oosterscheldekering. Behalve door technisch geïnteresseerden werd het centrum in toenemende mate door recreanten bezocht. Door deze trend werd besloten om het aanbod naast een educatieve waarde ook een attractie karakter te geven.

### WaterLand Neeltje Jans
In 1997 verzelfstandigde de stichting Delta-Expo. De naam werd gewijzigd in WaterLand Neeltje Jans. Er werden diverse attracties met als thema Deltawerken, zeedieren en waterplezier aan het aanbod toegevoegd.

### Deltaplaza

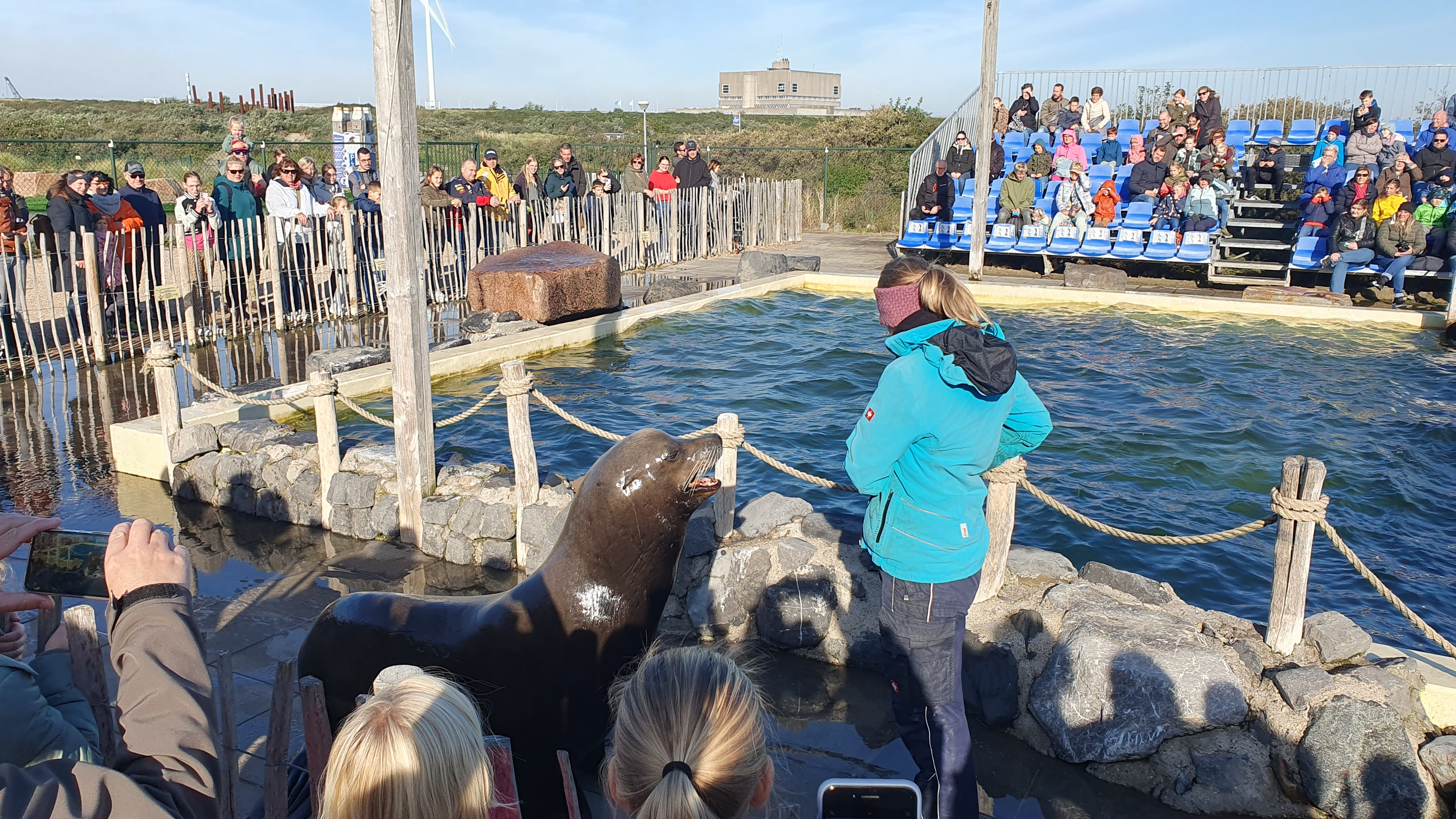
Zeeleeuwen-show, 2023

In 2002 verwoestte een uitslaande brand het ontvangstgebouw 'Deltapaviljoen'. Er komt een nieuw multifunctioneel gebouw genaamd 'Deltaplaza'. In 2003 werd dit nieuwe gebouw geleidelijk aan in gebruik genomen. Onderdelen die nog in het ir. J.W. Topshuis gevestigd waren, zoals de Delta-Expo, een koffiehoek en de kantoren, worden eind 2003 ondergebracht in Deltaplaza. In de periode 2003-2005 wordt daarnaast de binnenhaven Neeltje Jans omgevormd tot een baai, waaromheen de activiteiten van WaterLand Neeltje Jans geconcentreerd zijn.

### Deltapark Neeltje Jans
In 2007 werd de naam van het themapark veranderd in 'Deltapark Neeltje Jans'. Terwijl 'WaterLand Neeltje Jans' vooral met water-attracties geassocieerd werd moest de neutralere naam 'Deltapark Neeltje Jans' meer de nadruk vestigen op de informatie over de Deltawerken. In augustus 2008 werd het park overgenomen door het Spaanse attractieconglomeraat  Parks. Hier maken onder meer ook Dolfinarium Harderwijk en Linnaeushof in Bennebroek deel van uit.

## Attracties

### Zeehondenverblijf en zeeleeuwen

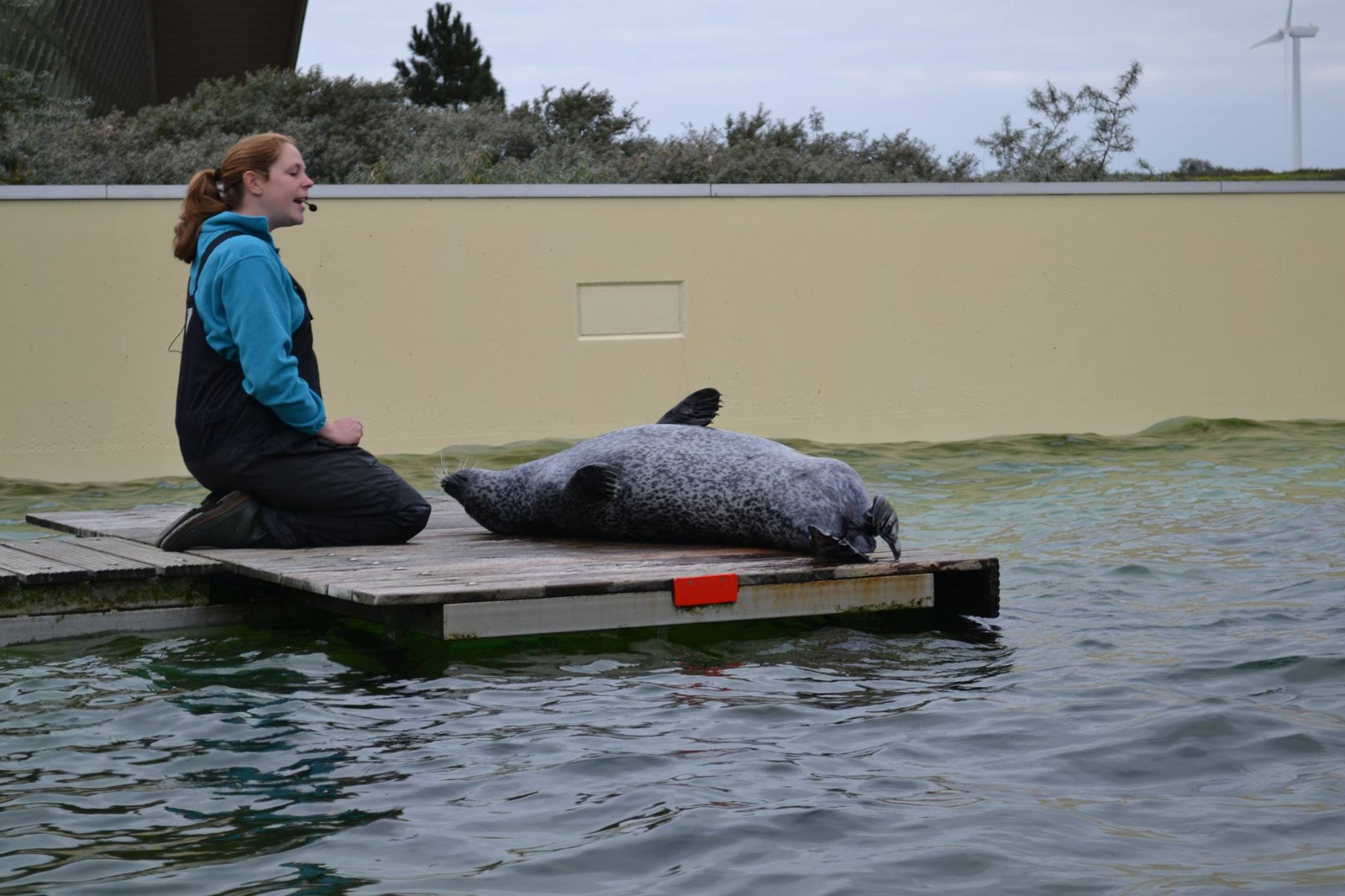
Zeehondshow Neeltje Jans

Sinds 2000 zijn er drie gewone zeehonden te zien in het park. Het hele jaar door worden hiermee shows gegeven. Sinds 2012 zijn er ook drie zeeleeuwen. In 2023 is het zeehondenverblijf gerenoveerd.

### Waterspeelplaats
De Waterspeelplaats, voltooid in 1996, is een van de attracties met het hoogste waarderingscijfer. De speelplaats bestaat uit een ronde kuil met een doorsnee van veertig meter, omringd door een dijkje. Op die dijk stroomt het water, opgepompt uit zee, in een goot. Via watervalletjes en riviertjes kunnen kinderen de stroming en de loop van het water veranderen. De Waterspeelplaats bevat allerlei attributen, zoals een schroef van Archimedes, een waterrad, een waterorgel en een watertunnel met grotten.

### Aquasplash
De aquasplash is een waterspeeltuin gevuld met gefilterd water uit de Oosterschelde van het type water playhouse. In tegenstelling tot de waterspeelplaats dient hier wel badkleding gedragen te worden. Er zijn glijbanen aanwezig, een hoop sproeiers en een grote emmer die eens in de zoveel tijd een stortvloed aan water over het dak van de water playhouse leeggooit. Het waterpeil bedraagt 25 centimeter. Echt zwemmen kun je hier niet. De aquasplash is geschikt voor kinderen vanaf 3 jaar. In de zomer van 2013 is de aquasplash geopend voor publiek.

### Waterpaviljoen / Expo Walviswereld / Walvis expo / Oceanexpo
Bezoekers van het Waterpaviljoen komen binnen in het zilveren ‘staartgedeelte’ van het gebouw. Dit deel is een ontwerp van NOX architecten uit Rotterdam. Er is geen raam dat uitzicht geeft op de horizon, vloeren zijn nooit horizontaal. Door de gangen lopen en kijken is, anders dan in het museum, geen gescheiden activiteit: elke stap levert andere beelden op. Water in vloeibare vorm spuit hier uit een geiser. Tegenwoordig regent er geen water meer in de grote regenschaal.

### Rondvaart

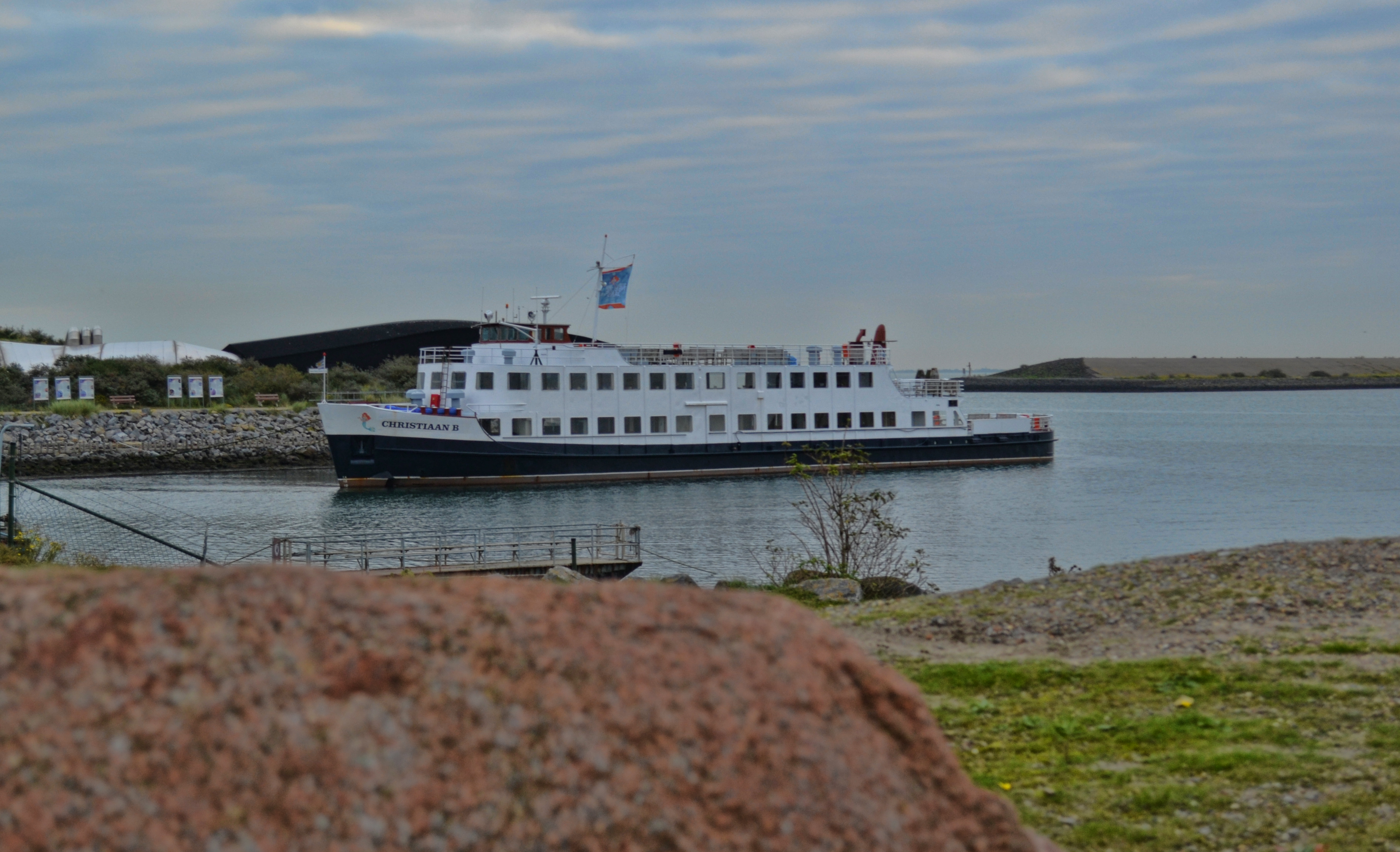
Rondvaartboot Neeltje Jans Delta Park

Sinds mei 2005 is Deltapark Neeltje Jans eigenaar van Rederij den Breejen. In het seizoen voert deze rederij met de ‘Christiaan B’ rondvaarten uit over het Nationaal Park Oosterschelde. Deze rondvaarten duren een uur en zijn uitsluitend toegankelijk voor bezoekers van Deltapark Neeltje Jans, waar tevens het vertrek plaatsvindt. Het schip heeft een capaciteit van 250 bezoekers. Tijdens de rondvaarten wordt er informatie gegeven over het natuurgebied met haar bewoners en over de Oosterscheldekering. Tijdens de vaarten worden regelmatig zeezoogdieren gezien zoals zeehonden en bruinvissen. Een rondvaart duurt ongeveer 45 minuten.

### Waterglijbaan

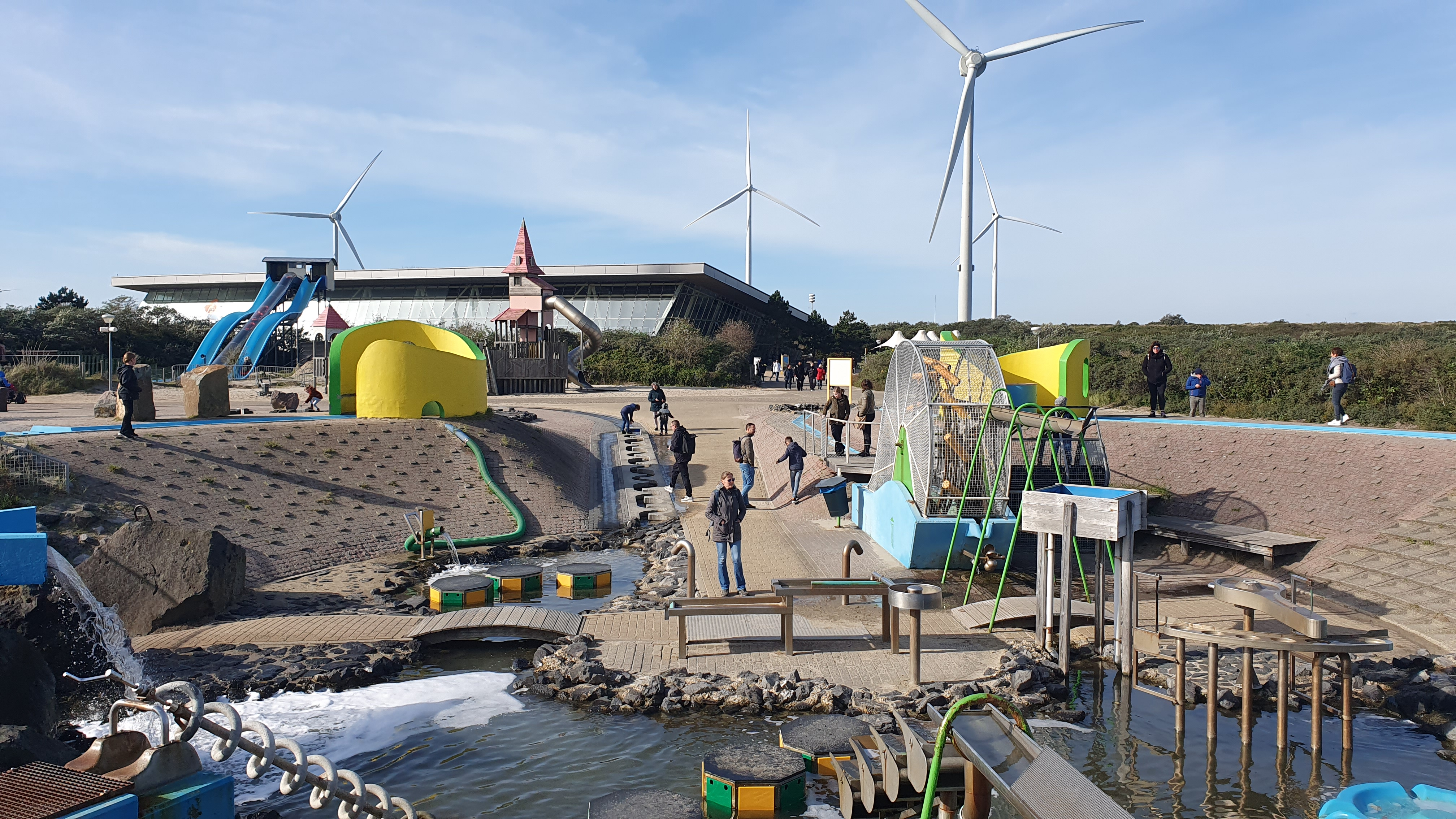
Waterpark

Vrijwel direct bij de entree van het park, naast Deltaplaza en het zeehondenbassin staat sinds 2003 de 60 meter lange waterglijbaan. In tweepersoonsbootjes roetsjen de gasten van Deltapark Neeltje Jans zo’n 12 meter naar beneden.

### Orkaanmachine / Stormsimulator

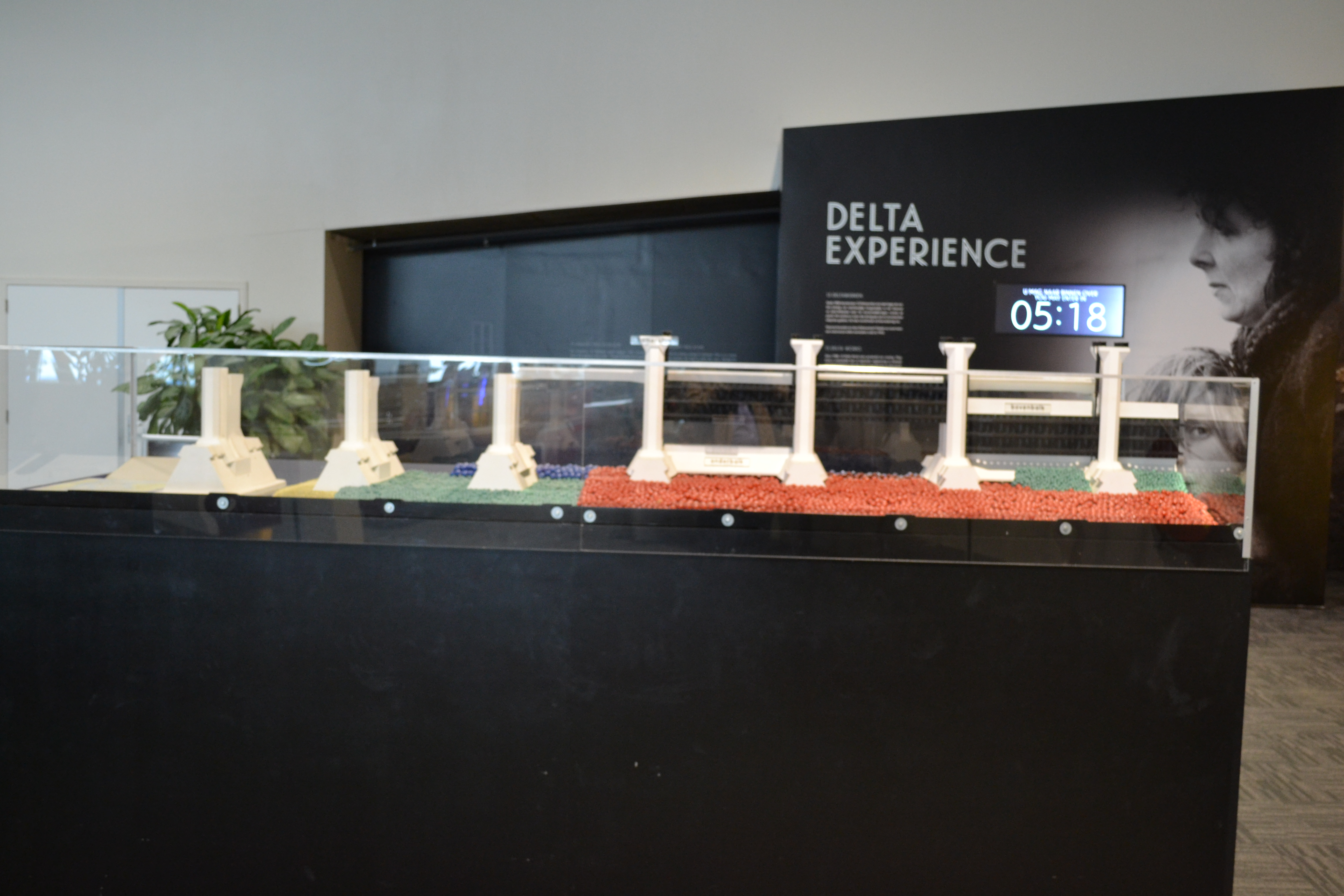
Delta Expo en Experience bij Neeltje Jans

De orkaanmachine, een Zwitsers fabricaat, is een coconvormig gebouw van 15 meter lang en 7 meter breed waarin een grote ventilator staat opgesteld. In een tiental seconden wordt de wind opgevoerd van windstil tot 133 km/h. Getooid met veiligheidsbril kan men die storm met orkaankracht in groepjes van ca. 12 personen beleven. De orkaanmachine is in gebruik sinds april 2003. Sinds 2024 draagt de orkaanmachine de naam "stormsimulator" en is hij vanbinnen en vanbuiten opnieuw gethematiseerd.

### Moby Dick
Moby Dick was een Rockin' Tug, een boot die op een hellingbaan beweegt. Er kon bijna een hele klas leerlingen (24 personen) tegelijk in, of 8 volwassenen en 12 kinderen. Moby Dick stond vanaf eind maart 2005 tot 2012 in het park.

### Blue Reef Aquarium Zeeland
In dit met zeewater vanuit de Oosterschelde gevulde aquarium zijn diverse tropische haaien te zien. Ook andere tropische vissen, zoals de clownsvis, bekend uit de film Finding Nemo zijn hier te zien. Er is tevens een bak waarin men roggen kan aaien. Bezoekers kunnen zelfs haaien in de grote haaienbak voeren. Hiervoor dient wel te worden gereserveerd op de site van Deltapark Neeltje Jans. Het voeren van de haaien is een optie na een rondleiding achter de schermen van het aquarium. Onder leiding van de dierenverzorgers worden na deze rondleiding de bezoekers die zich hebben aangemeld, gekleed in een wetsuit (te leen bij de informatiebalie tegen betaling van €25 borg), duikbril en snorkel in een speciale kooi in het water gelaten, van waaruit men met een speciale voertang de haaien op veilige afstand kan voeren. Andere bezoekers kunnen hierbij meekijken vanaf de tribune tegenover de bak. 

### Delta Experience
De Delta Experience is een educatieve Simulatorattractie over de watersnoodramp van 1953, een soort Panorama Mesdag, maar dan met filmbeelden en speciale effecten. Er was vooraf veel discussie over deze attractie, waar zelfs het nationaal goed bekeken Zondag met Lubach op 8 maart 2015 aandacht aan besteedde.